# Бестобинское золоторудное месторождение
Бестобинское золоторудное месторождение в Ерейментауском районе Акмолинской области Казахстана, разрабатывается с 1932 года. Найдено по следам древних горных выработок в 1931 году. Жильное месторождение (свыше 150 жил), образовано на сгибе грабен-синклинали, в средне-ордовикских слоях. Интрузивные породы (габбро-диориты, диориты, кварц-диориты) образуют похожие на шток западные и восточные массивы.
Западный — из ответвлений березитовых магматических пород, образует отдельное рудное тело, горизонтальный размах — 100—150 м, с содержанием золота 5,7 г/т. Морфология жил сложная. Основные балансовые запасы сконцентрированы в месторождениях кварцево-жильного типа. Содержание золота в руде очень высокое (20—30 г/т), иногда до нескольких килограмм. С 1932 года добыто 115 т золота. Месторождение разрабатывается компанией «Казахалтын».